# Juan Eugenio de Chikoff
Juan Eugenio de Chikoff (Besarabia, 29 de agosto de 1896 - Buenos Aires, 28 de diciembre de 1988) fue un exiliado ruso, profesor de baile, buenos modales, entre otras disciplinas, e introductor del tango  de salón en la alta sociedad argentina.

## Biografía
Nació en la región predominantemente rumana aunque mosaico étnico en ese tiempo controlado por el Imperio Ruso y actualmente repartido entre Moldavia y Ucrania llamada Besarabia (aunque él mismo afirmaba ser de Moscú) en 1896, hijo de Miguel de Chikoff y Tatiana Youssoupoff. Combatió en la Primera Guerra Mundial en Francia a los 19 años, en 1915, siendo subteniente de Infantería. Allí lo sorprendió la Revolución Bolchevique de 1917 por lo que no regresó a Rusia.
Convencido por un amigo viaja a Argentina a esperar la caída de los bolcheviques. En este país comenzó a introducirse en la aristocracia porteña  y se hace famoso por su cultura social, buenos modales y cortesía europeas.
El 23 de marzo de 1917 se casa en Buenos Aires con Adélaïde Baechtel (Bischoffsheim en Alsacia, 16 de febrero de 1893 - Mutzig en Alsacia, 4 de enero de 1967). Tuvo dos hijos: Jorge y Eugenia de Chikoff,  y la familia volvió a Europa. Tras separarse de su esposa regresó definitivamente a la Argentina.
Hacia 1920 Chikoff ya había logrado cierta relevancia en la sociedad, y daba clases de patinaje sobre hielo, baile y gimnasia en el Golf Club de Mar del Plata, entre otros lugares. Comenzó también a impartir enseñanzas en urbanidad, en el "bien saber ser y bien saber estar"; temas a los que dedicaría gran parte de su vida.
Fue también quien comenzó a dar lecciones de tango, quitándole un poco del contacto y pasión propios de los arrabales y lupanares, creando el tango de salón e introduciéndolo en las clases altas. Inventó el paso un, dos, tres, cuatro, cierre y cruce. Este trabajo realizado por Chikoff le valió desde tener su propia audición en la radio para enseñar a bailar, hasta un tango que lleva su apellido "Chikoff", escrito por Manuel Jovés.
Según un artículo periodístico publicado en el diario La Nación, el Conde de Chikoff hablaba nueve idiomas, era aviador, periodista, deportista, jinete y bailarín.
Enseñó el ceremonial y protocolo a nivel presidencial en el tiempo de Alvear en el año 1928. Y fue profesor del colegio militar, naval y aeronáutico, razón por la cual conoció a Juan Domingo Perón cuando era cadete y del cual se hizo amigo. Durante la presidencia de Perón le enseñó protocolo a Eva Perón. También en esa época dio clases por televisión.

## Fallecimiento
Murió el 28 de diciembre de 1988, tres meses después de un accidente doméstico en que, dormido, cayó golpeándose la cabeza con una mesa.